# Sazdice
Sazdice es un municipio del distrito de Levice en la región de Nitra, Eslovaquia, con una población estimada a final del año 2024 de 433 habitantes.
Se encuentra ubicado al este de la región, cerca de los ríos Ipoly y Hron (ambos, afluentes izquierdos del Danubio) y de la frontera con la región de Banská Bystrica.

## Demografía
| Año        | 1994 | 2004    | 2014    | 2024    |
| ---------- | ---- | ------- | ------- | ------- |
| Población  | 461  | 440     | 478     | 433     |
| Diferencia |      | −4,55 % | +8,63 % | −9,41 % |

| Año        | 2023 | 2024    |
| ---------- | ---- | ------- |
| Población  | 441  | 433     |
| Diferencia |      | −1,81 % |